# سفينة مستشفى
سفينة مستشفى (hospital ship) عبارة عن سفينة مخصصة للقيام بمهمة أولية كمرفق رعاية صحية وعلاجية أو مستشفى عائمة. يتم تشغيل معظمها من قبل القوات العسكرية (ومعظمها من القوات البحرية) في مختلف البلدان، حيث يُعتزم استخدامها في مناطق الحرب أو بالقرب منها.
على الرغم من أن الهجوم على سفينة مستشفى يعد جريمة حرب، إلا أن للبحرية المتحاربة الحق في الصعود إلى هذه السفن في عمليات التفتيش.
في القرن التاسع عشر استخدمت سفن حربية زائدة عن الحاجة كمستشفيات راسية للبحارة.

## وصلات خارجية
- Australian War Memorial – Sinking of the Centaur
- WW2 US Hospital Ships
- US Army Hospital Ships in WWII
- New Zealand Hospital Ships (chapter of official history of WWI)